# Кыргызстан на летних Олимпийских играх 2024
Кыргызстан представил 16 спортсменов в 5 видах на летних Олимпийских играх 2024 года, которые прошли с 26 июля по 11 августа 2024 года в Париже, Франция. Это восьмое подряд выступление страны на летних Олимпийских играх после обретения независимости.
Игры в Париже стали самыми успешными для Кыргызстана по количеству медалей: 2 серебра и 4 бронзы. Три спортсмена завоевали свою вторую олимпийскую медаль в карьере: Мээрим Жуманазарова, Акжол Махмудов и Айсулуу Тыныбекова. Ни один спортсмен в истории Кыргызстана не завоевывал две медали на Олимпиаде до этих игр. Впервые в истории Олимпийских игр Кыргызстан завоевал медаль в боксе.

## Квалификация
Ниже приведен список количества участников в Играх.
| Вид спорта      | Мужчины | Женщины | Всего |
| --------------- | ------- | ------- | ----- |
| Бокс            | 1       | 0       | 1     |
| Борьба          | 7       | 3       | 10    |
| Дзюдо           | 2       | 0       | 2     |
| Лёгкая атлетика | 0       | 1       | 1     |
| Плавание        | 1       | 1       | 2     |
| Всего           | 11      | 5       | 16    |

## Медали
Мээрим Жуманазарова стала первой спортсменкой в истории Кыргызстана, завоевавшей две медали на Олимпийских играх (серебро в 2024 году, бронза в 2020 году). Акжол Махмудов и Айсулуу Тыныбекова завоевали бронзовые медали, которые стали для них вторыми олимпийскими наградами (первые — серебряные в Олимпиаде 2020 году). Бронзы Жоламана Шаршенбекова и Узура Джузупбекова стали первыми олимпийскими медалями в их карьерах. Боксер Мунарбек Сейитбек уулу завоевал первую в истории страны олимпийскую медаль в боксе и первую олимпийскую медаль в своей карьере.
| Медаль  | Спортсмен(ы)           | Вид спорта | Дисциплина                | Дата       |
| ------- | ---------------------- | ---------- | ------------------------- | ---------- |
| Серебро | Мээрим Жуманазарова    | Борьба     | Вольная, женщины до 68 кг | 6 августа  |
| Серебро | Мунарбек Сейитбек уулу | Бокс       | Мужчины до 57 кг          | 10 августа |
| Бронза  | Жоломан Шаршенбеков    | Борьба     | Греко-римская, до 60 кг   | 6 августа  |
| Бронза  | Акжол Махмудов         | Борьба     | Греко-римская, до 77 кг   | 7 августа  |
| Бронза  | Узур Джузупбеков       | Борьба     | Греко-римская, до 97 кг   | 7 августа  |
| Бронза  | Айсулуу Тыныбекова     | Борьба     | Вольная, женщины до 62 кг | 10 августа |

## Состав команды
Бокс
1. Мунарбек Сейитбек уулу

 Борьба
Вольная борьба
1. Эрназар Акматалиев
2. Бекзат Алмаз уулу
3. Айаал Лазарев
4. Мээрим Жуманазарова
5. Айпери Медет кызы
6. Айсулуу Тыныбекова

Греко-римская борьба
1. Жоломан Шаршенбеков
2. Амантур Исмаилов
3. Акжол Махмудов
4. Узур Джузупбеков

 Дзюдо
1. Кубанычбек Айбек уулу
2. Эрлан Шеров

 Лёгкая атлетика
1. Сардана Трофимова

 Плавание
1. Денис Петрашов
2. Елизавета Печерских

## Бокс
Впервые с 2016 года Кыргызстан выставил одного боксера для участия в олимпийском турнире. Мунарбек Сейитбек уулу (мужской полулегкий вес) обеспечил себе место после победы в раунде поединков по квоте на втором квалификационном турнире в Бангкоке, Таиланд. Во Францию на Олимпиаду боксёр отправился без своего личного тренера Беганаса Султанбаева, и поэтому его сопровождал главный тренер сборной Кыргызстана по боксу Данияр Тологон уулу, а секундантом стал тренер Акмаль Хасанов из Узбекистана. Хасанов так описал взаимодействие с кыргызским боксёром: «Мунарбек тренировался с нами, поскольку он приехал на Олимпиаду один. Он попросил меня помочь. Поскольку между нашими соседскими странами дружественные отношения, мы с радостью помогли ему».
| Спортсмен              | Категория        | 1/16 финала        | 1/8 финала            | Четвертьфиналы        | Полуфиналы              | Финал                      | Финал |
| Спортсмен              | Категория        | Соперник Результат | Соперник Результат    | Соперник Результат    | Соперник Результат      | Соперник Результат         | Место |
| ---------------------- | ---------------- | ------------------ | --------------------- | --------------------- | ----------------------- | -------------------------- | ----- |
| Мунарбек Сейитбек уулу | Мужчины до 57 кг | не участвовал      | CUBСайдель Орта В 3:2 | USAДжамал Харви В 3:2 | BULХавьер Ибаньес В 4:1 | UZBАбдумалик Халоков П 0:5 | 2     |

## Борьба
Кыргызстан завоевал по два места в женский турнир по вольной борьбе и в турнир по греко-римской борьбе на Чемпионате мира по борьбе 2023 года в Белграде, Сербия; два места в мужской и одно в женский турнир по вольной борьбе, а также одно место в турнир по греко-римской борьбе на Азиатском квалификационном турнире 2024 года в Бишкеке, Кыргызстан, и по одному месту в мужской турнир по вольной и по греко-римской борьбе на Мировом квалификационном турнире 2024 года в Стамбуле, Турция.

### Вольная борьба
| Спортсменка         | Категория         | 1/8 финала                    | Четвертьфиналы         | Полуфиналы                  | Утеш.поединки        | Финал / За 3 место           | Финал / За 3 место   |
| Спортсменка         | Категория         | Соперник Результат            | Соперник Результат     | Соперник Результат          | Соперник Результат   | Соперник Результат           | Место                |
| ------------------- | ----------------- | ----------------------------- | ---------------------- | --------------------------- | -------------------- | ---------------------------- | -------------------- |
| Бекзат Алмаз уулу   | Мужчины до 57 кг  | KAZМейрамбек Картбай В 4:1    | USAСпенсер Ли П 2:12   | не прошел                   | CHNЦзоу Ванхао В 7:4 | UZBГуломжон Абдуллаев П 1:5  | 5                    |
| Эрназар Акматалиев  | Мужчины до 65 кг  | HUNИсмаил Мусукаев П 0:11     | завершил выступление   | завершил выступление        | завершил выступление | завершил выступление         | завершил выступление |
| Айаал Лазарев       | Мужчины до 125 кг | IRIАмир Хоссейн Заре П 0:5    | не прошел              | не прошел                   | CANАмар Дхеси В 5:0  | TURТаха Акгюль П 0:7         | 5                    |
| Айсулуу Тыныбекова  | Женщины до 62 кг  | NGRЭстер Колаволе В 5:1       | USAКайла Миракл В 6:6  | UKRИрина Коляденко П 2:9    | не участвовала       | MGLПурэвдорджийн Орхон В 6:6 | 3                    |
| Мээрим Жуманазарова | Женщины до 68 кг  | MGLЭнхсайханы Дэлгэрмаа В 8:3 | JPNНонока Одзаки В 8:6 | NGRБлессинг Оборудуду В 3:1 | не участвовала       | USAЭмит Элор П 0:3           | 2                    |
| Айпери Медет кызы   | Женщины до 76 кг  | CHNВан Цзюань В 4:1           | INDРитика Худа В 1:1   | USAКеннеди Блейдс П 6:8     | не участвовала       | CUBМилаймис Марин П 0:6      | 5                    |

### Греко-римская борьба
| Спортсмен           | Категория | 1/8 финала                    | Четвертьфиналы               | Полуфиналы                | Утешит. поединки    | Финал / За 3 место          | Финал / За 3 место |
| Спортсмен           | Категория | Соперник Результат            | Соперник Результат           | Соперник Результат        | Соперник Результат  | Соперник Результат          | Место              |
| ------------------- | --------- | ----------------------------- | ---------------------------- | ------------------------- | ------------------- | --------------------------- | ------------------ |
| Жоломан Шаршенбеков | до 60 кг  | KAZАйдос Султангали В 6:3     | ROMРэзван Арнэут В 9:0       | JPNКэнъитиро Фумита П 3:4 | не участвовал       | IRIМехди Мохсеннеджад В 3:1 | 3                  |
| Амантур Исмаилов    | до 67 кг  | GEOРамаз Зоидзе В 12:1        | UKRПарвиз Насибов П 6:7      | не прошел                 | SRBМате Немеш В 8:0 | AZEХасрат Джафаров П 0:8    | 5                  |
| Акжол Махмудов      | до 77 кг  | USAКамал Бей В 4:1            | KAZДемеу Жадраев П 1:3       | не прошел                 | COLХаир Куэро В 9:0 | AZEСанан Сулейманов В 6:5   | 3                  |
| Узур Джузупбеков    | до 97 кг  | LTUМиндаугас Венцкайтис В 5:1 | IRIМохаммадхади Сарави П 0:8 | не прошел                 | USAДжозеф Рау В 9:4 | EGYМохамед Габр В 2:1       | 3                  |

## Дзюдо
Кыргызстан квалифицировал двух дзюдоистов в следующих весовых категориях на Игры. Кубанычбек Айбек уулу (мужчины, полулегкий вес, 66 кг) и Эрлан Шеров (мужчины, средний вес, 90 кг) получили квалификацию через квоту на основе мирового рейтинга IJF и континентальной квоты на основе олимпийских рейтинговых очков.
| Спортсмен             | Категория        | 1/32 финала        | 1/16 финала                 | 1/8 финала                     | Четвертьфиналы       | Полуфиналы           | Утеш. поединки       | Финал / Матч за 3-е место | Финал / Матч за 3-е место |
| Спортсмен             | Категория        | Соперник Результат | Соперник Результат          | Соперник Результат             | Соперник Результат   | Соперник Результат   | Соперник Результат   | Соперник Результат        | Место                     |
| --------------------- | ---------------- | ------------------ | --------------------------- | ------------------------------ | -------------------- | -------------------- | -------------------- | ------------------------- | ------------------------- |
| Кубанычбек Айбек уулу | мужчины до 66 кг | не участвовал      | UKRБогдан Ядов П 0:11       | завершил выступление           | завершил выступление | завершил выступление | завершил выступление | завершил выступление      | завершил выступление      |
| Эрлан Шеров           | мужчины до 90 кг | не участвовал      | CUBИван Фелипе Силва В 10:0 | ESPТристан Мосахлишвили П 0:10 | завершил выступление | завершил выступление | завершил выступление | завершил выступление      | завершил выступление      |

## Легкая атлетика
Кыргызские легкоатлеты выполнили нормативы для участия в Играх 2024 года, пройдя прямую квалификацию или по мировому рейтингу, в следующих соревнованиях (максимум по 3 спортсмена в каждом):
Беговые дисциплины
| Спортсмен         | Дисциплина       | Финал      | Финал |
| Спортсмен         | Дисциплина       | Результат  | Место |
| ----------------- | ---------------- | ---------- | ----- |
| Сардана Трофимова | Марафон, женщины | 2:26:47 NR | 14    |

Примечания: NR — национальный рекорд

## Плавание
Кыргызские пловцы выполнили требования для участия в нижеследующих дисциплинах плавательного турнира Олимпиады (максимум два пловца, выполнивших Олимпийский квалификационный норматив (OST) или, возможно, Олимпийский рассматриваемый норматив (OCT)).
| Спортсмен           | Дисциплина                        | Заплывы | Заплывы | Полуфиналы            | Полуфиналы            | Финал                 | Финал                 |
| Спортсмен           | Дисциплина                        | Время   | Место   | Время                 | Место                 | Время                 | Место                 |
| ------------------- | --------------------------------- | ------- | ------- | --------------------- | --------------------- | --------------------- | --------------------- |
| Денис Петрашов      | 100 метров брассом, мужчины       | 1:00.42 | 23      | завершил выступление  | завершил выступление  | завершил выступление  | завершил выступление  |
| Денис Петрашов      | 200 метров брассом, мужчины       | 2:10.99 | 16 Q    | 2:10.19               | 14                    | завершил выступление  | завершил выступление  |
| Елизавета Печерских | 50 метров вольным стилем, женщины | 26.26   | 30      | завершила выступление | завершила выступление | завершила выступление | завершила выступление |